# Lubbertus Götzen

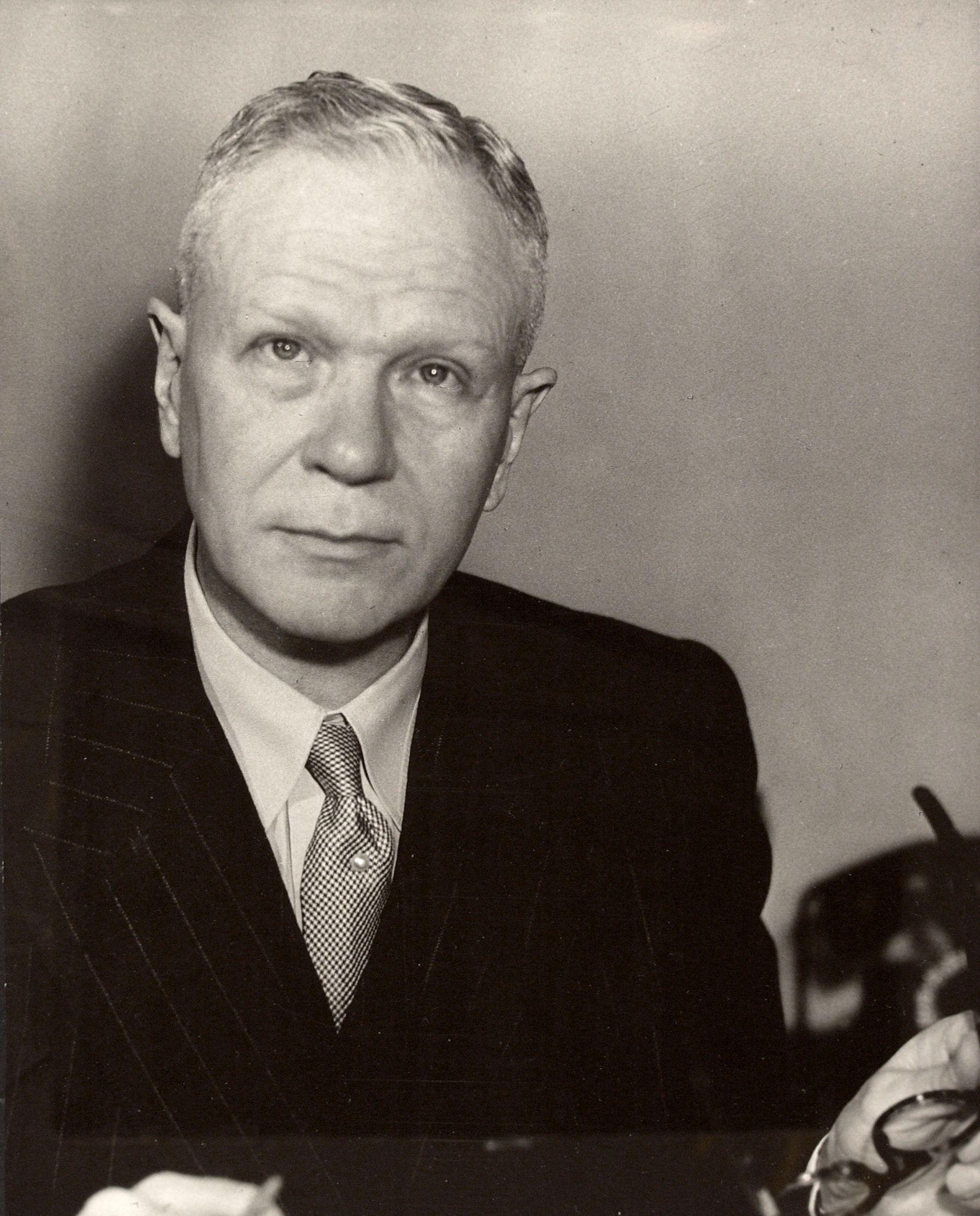
Lubbertus Götzen (1948)

Lubbertus Götzen (* 10. Oktober 1894 in Amsterdam; † 13. Juli 1979 in Den Haag) war ein niederländischer parteiloser Politiker, der später der Anti-Revolutionaire Partij (ARP) beitrat und zunächst mehrere Jahre Verwaltungsbeamter sowie zuletzt Direktor der Finanzbehörde von Niederländisch-Indien war.
Nach dem Zweiten Weltkrieg wurde er 1947 im ersten Kabinett von Ministerpräsident Louis Beel Minister ohne Geschäftsbereich und bekleidete dieses Amt bis 1951 auch im Kabinett Drees/Van Schaik von Ministerpräsident Willem Drees. Im ersten Kabinett von Ministerpräsident Drees war er anschließend zwischen 1951 und 1952 Staatssekretär im Ministerium für Unionsangelegenheiten und überseeische Reichsteile. Später war er zwischen 1956 und 1965 Präsident des Rechnungshofes (Algemene Rekenkamer).

## Leben

### Berufliche Ausbildung, Kolonialbeamter und Zweiter Weltkrieg
Götzen, Sohn eines Bankangestellten, besuchte die Höhere Bürgerschule in Amsterdam und absolvierte danach von 1912 bis 1914 eine Berufsausbildung in einer Fischkonservenfabrik in Gent. Während des Ersten Weltkrieges leistete er zwischen 1914 und 1918 seinen Militärdienst und absolvierte daneben bis 1918 Lehrgänge für Buchhaltung und Statistik. Am 3. Dezember 1919 wurde er Reserveoffizier im Rang eines Leutnants der Artillerie und arbeitete von 1919 bis 1920 als Beamter bei der Steuerprüfungsbehörde (Belastingaccountantsdienst). Während dieser Zeit schloss er 1920 sein Diplom zum Buchhalter am Buchhaltungsinstitut NIVA (Nederlands Instituut van Accountants) ab.
Danach wechselte Götzen 1921 als Beamter in die Kolonialverwaltung nach Niederländisch-Indien und war zunächst Leiter der Steuerbehörde von Semarang sowie anschließend Leiter der Steuerbehörde von Surabaya. Während dieser Zeit absolvierte er bis 1926 auch Lehrgänge für Volkswirtschaftslehre und war bis 1932 Leiter der Steuerbehörde von Weltevreden sowie von 1932 bis April 1932 Leiter der Steuer- und Steuerprüfungsbehörde von Batavia. Danach fungierte er zwischen dem 1. April 1935 und dem 1. Dezember 1938 als Generalzahlmeister der Finanzbehörde von Batavia, deren Direktor er schließlich vom 1. Dezember 1938 bis 1941 war. Für seine langjährigen Verdienste in der Kolonialverwaltung wurde ihm am 30. August 1936 das Ritterkreuz des Ordens von Oranien-Nassau verliehen. Während dieser Zeit engagierte er sich politisch auch als Mitglied des Hauptvorstandes der Christelijk Staatkundige Partij (CSP) von Niederländisch-Indien. 1940 wurde ihm außerdem das Ritterkreuz des Ordens vom Niederländischen Löwen verliehen.
Während des Zweiten Weltkrieges befand sich Götzen nach der Besetzung Niederländisch-Indiens durch die Kaiserlich Japanische Armee zwischen 1941 und 1945 zunächst in einem Gefangenenlager in Poerwokerto sowie zuletzt 1945 im Gefangenenlager Bat-IV in Tjimahi. Nach der Kapitulation Japans am 2. September 1945 und seiner damit verbundenen Freilassung aus der Internierung übernahm er wieder sein Amt als Direktor der Finanzbehörde in Batavia, das er bis 1946 ausübte.

### Minister und Staatssekretär
Nach seiner Rückkehr in die Niederlande wurde Götzen im Oktober 1946 Leiter der Abteilung II Finanzwesen im Ministerium für überseeische Reichsteile, ehe er am 10. November 1947 von Ministerpräsident Louis Beel in dessen erstes Kabinett als Minister ohne Geschäftsbereich (Minister zonder Portefeuille) berufen und bekleidete dieses bis zum 15. März 1951 auch in dem von Ministerpräsident Willem Drees gebildeten Kabinett Drees/Van Schaik. Er war insbesondere zuständig für Finanz- und Wirtschaftsangelegenheiten in den überseeischen Reichsteilen und sollte in dieser Funktion insbesondere den Minister für überseeische Reichsteile Jan Anne Jonkman entlasten. Während einer Dienstreise von Jonkman nach Niederländisch-Indien bekleidete Götzen zwischen dem 13. Dezember 1947 und Januar 1948 kommissarisch das Amt des Ministers für überseeische Reichsteile (Minister van Overzeese Gebiedsdelen ad interim).
Ministerpräsident Drees ernannte Götzen am 15. März 1951 in dessen erstem Kabinett zum Staatssekretär im Ministerium für Unionsangelegenheiten und überseeische Reichsteile. Als solcher war er bis zum 2. September 1952 engster Mitarbeiter des damaligen Ministers für Unionsangelegenheiten und überseeische Reichsteile, Leonard Antoon Hubert Peters, und zuständig für die Angelegenheiten, die in den Runden-Tisch-Konferenzen und den Ministerkonferenzen der Niederländisch-Indonesischen Union geregelt wurden, sowie für Haushaltsangelegenheiten.
Nach seinem Ausscheiden aus der Regierung wurde er am 26. September 1952 zum Kommandeur des Ordens von Oranien-Nassau ernannt.

### Präsident des Rechnungshofes
Götzen arbeitete zwischen Januar 1953 und April 1954 als Finanzberater der Nederlandse Herstelbank in Washington, D.C. sowie danach von April 1954 und Juni 1956 im Auftrag der Vereinten Nationen für die Regierung von Bolivien.
Am 23. November 1956 wurde Götzen durch Königlichen Beschluss (Koninklijk Besluit) zum Präsidenten des Rechnungshofes (Algemene Rekenkamer). Er bekleidete dieses Amt als Nachfolger von Derk Johan Gerritsen vom 27. November 1956 bis zum 1. Januar 1965. Sein Nachfolger wurde anschließend Charles Jean Marie Hens. Für seine Verdienste als Präsident des Rechnungshofes wurde er am 13. Juli 1964 schließlich auch zum Großoffizier des Ordens von Oranien-Nassau ernannt. Ihm wurde des Weiteren das Offizierskreuz des Hausordens von Oranien verliehen.
Seine am 14. September 1920 in Zeist geschlossene Ehe mit Antonia Maria de Vriendt blieb kinderlos.